# Sami Uotila
Sami Uotila (* 2. November 1976 in Helsinki) ist ein ehemaliger finnischer Skirennläufer. Er ist der erste männliche finnische Skirennläufer, der einen Podestplatz bei einem Weltcuprennen erreicht hat.

## Biografie
Der finnischen Skinationalmannschaft gehörte Uotila ab 1993 an. Seine Spezialdisziplin war der Riesenslalom. Sein erstes Weltcuprennen bestritt er im Dezember 1994. Der Durchbruch zur Weltspitze gelang ihm fünf Jahre später am 19. Dezember 1999, als er im italienischen Alta Badia auf der Gran Risa mit Rang 9 erstmals unter die besten Zehn fuhr, wobei er nach dem ersten Durchgang führte. An gleicher Stelle gelang ihm am 16. Dezember 2001 der größte Erfolg seiner Karriere: Im Riesenslalom erreichte er den dritten Rang, die beste Platzierung, die ein finnischer Skirennläufer bis dahin erzielt hatte. Diese Platzierung konnte er nur einmal, im Januar 2003 im Riesenslalom von Kranjska Gora, wiederholen. Danach verhinderten zahlreiche Verletzungen seine sportliche Entwicklung. Insgesamt erreichte er elfmal einen Platz unter den Top 10.
Uotila nahm 1998 und 2002 an den Olympischen Winterspielen teil. Nur ein olympisches Rennen beendete er: Im Riesenslalom von Nagano belegte er Platz 19. An alpinen Skiweltmeisterschaften nahm Uotila viermal teil (1997, 1999, 2001, 2005). Seine beste Platzierung erreichte er 1999 in Vail, wo er im Riesenslalom den neunten Platz belegte.
Nach 13 Jahren im alpinen Skiweltcup beendete er 2007 seine Karriere und arbeitete danach als Kommentator im finnischen Fernsehen.

## Erfolge

### Olympische Spiele
- Nagano 1998: 19. Riesenslalom

### Weltmeisterschaften
- Sestriere 1997: 15. Riesenslalom, 42. Super-G
- Vail/Beaver Creek 1999: 9. Riesenslalom, 30. Super-G
- St. Anton 2001: 10. Riesenslalom

### Weltcup
- Saison 2001/02: 8. Riesenslalomwertung
- 2 Podestplätze, 9 weitere Platzierungen unter den besten zehn

### Europacup
- Saison 1997/98: 3. Riesenslalomwertung, 9. Super-G-Wertung
- Saison 1998/99: 9. Gesamtwertung, 2. Riesenslalomwertung
- Saison 1999/2000: 8. Gesamtwertung, 2. Riesenslalomwertung
- Saison 2000/01: 3. Gesamtwertung, 1. Riesenslalomwertung
- 20 Podestplätze, davon 10 Siege (alle im Riesenslalom)

### Juniorenweltmeisterschaften
- Lake Placid 1994: 8. Super-G, 10. Abfahrt
- Voss 1995: 8. Abfahrt, 23. Slalom

### Weitere Erfolge
- 2 Podestplätze im Nor-Am Cup, davon 1 Sieg
- 4 finnische Meistertitel (Riesenslalom 1998, 1999, 2001 und 2002)
- 9 Siege in FIS-Rennen